# طومارها به کاخ آبی

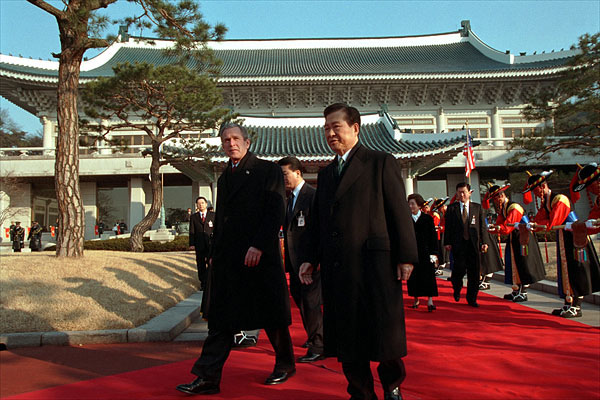
بازدید جورج دبلیو بوش از کاخ آبی

دادخواست ملی کره جنوبی یک تلاش ارتباطات سیاسی برای رفع نگرانی‌های شهروندان در کره جنوبی است. رئیس‌جمهور مون جه-این یک بستر ارتباطی را برای برقراری ارتباط مستقیم با مردم تحت این فلسفه گشود که «دولت در صورت درخواست مردم پاسخ خواهد داد». طومار ملی از سیستمی تشکیل شده‌است که در آن دولت و مقامات کاخ آبی به طوماری که در ۳۰ روز بیش از ۲۰۰٬۰۰۰ نفر توصیه شده باشد پاسخ می‌دهند.

## معنی و کاربرد
دادخواست ریاست جمهوری کاخ آبی یکی از وسایل ارتباط مستقیم است که دفتر ریاست جمهوری برای تأمل در فلسفه امور ایالتی معرفی کرده‌است که دولت هنگام درخواست مردم پاسخ می‌دهد. برای تجلیل از ۱۰۰ روزگی دولت مون جه-این در ۱۹ اوت، «وب سایت ارتباط عمومی» در ۱۷ اوت ۲۰۱۷ در وب سایت کاخ آبی ایجاد شد. یک سربرگ جدید با عنوان «ارتباطات مردم» در ابتدا با اتاق‌های بحث و گفتگو، دبیرستان روزنامه کوکمین، توصیه استعدادها و موزه عکاسی Hyoja-dong معرفی شد. از ۲۳ فوریه ۲۰۱۸، بیش از ۱۲۴٫۵۰۰ طومار ارسال شده‌است که میانگین آن روزانه ۶۵۸ است. ایم جونگ سوک، دبیرکل ریاست جمهوری، گفت: «مانند کاخ سفید، ما نیز باید به درخواست‌های مردم پاسخ دهیم.» این کار در حمایت از رئیس‌جمهور مون جه-این ساخته شده‌است. این طومار در ۱۷ گروه طبقه‌بندی شده‌است: اصلاحات سیاسی، دیپلماسی / اتحاد / دفاع، مشاغل، آینده، موتورهای رشد، روستاهای کشاورزی و ماهیگیری، بهداشت و رفاه، مراقبت از کودک / آموزش و پرورش، تولد پایین / پیری، اقدامات کم تولد / پیری، اداری، حیوانات اهلی، حمل و نقل / ساختمان / سرزمین ملی، دموکراتیک سازی اقتصادی، حقوق بشر / برابری، فرهنگ / هنر / ورزش / رسانه و برابری سیاسی در میان دیگران که بالاترین آنها در بین آنهاست. علاوه بر دریافت طومار، اگر بیش از ۲۰۰٬۰۰۰ رضایت نامه در ۳۰ روز جمع‌آوری شود، پاسخ‌های رسمی از سوی مقامات دولتی از جمله وزرا و دبیران ارشد مجاز است ظرف ۳۰ روز شنیده شود. سیستم دادخواست ما مردم کاخ سفید به بیش از ۱۰۰٬۰۰۰ نفر در طی یک دوره ۳۰ روزه پاسخ می‌دهد، بنابراین استاندارد بسیار بالا است، اما به اشتراک جداگانه ای نیاز ندارد.
در ماه مه سال ۲۰۱۸، تجزیه و تحلیل از تمام ۱۶۰٬۰۰۰ دادخواست عمومی پیشنهادی تا ۱۳ آوریل (برای حدود ۸ ماه) نشان داد که بیشترین بحث در مورد «کودک»، «زنان» و «سیاست» بود. بیشترین موارد «رئیس‌جمهور»، «مجازات» و «سیاست» بود، اما دادخواست عمومی به عنوان کانالی عمل می‌کرد که از طریق آن درخواست‌های مربوط به افراد ضعیف اجتماعی تحویل داده می‌شود. در حقیقت، از بیش از ۲۰ پاسخ، بخش «حقوق بشر / برابری جنسی» محبوب‌ترین بود. یون یانگ-چن دبیر ارشد ارتباطات عمومی با بیان اینکه «ما توانسته‌ایم به‌طور خاص بررسی کنیم که خواست مردم کجاست»، افزود: دولت تلاش‌های خود را برای بهبود کیفیت زندگی مردم ادامه خواهد داد.

## پاسخ‌ها

### پاسخ‌های ۱–۱۰
اولین پاسخ به دادخواست، دادخواست برای اصلاح " قانون خردسالان و نوجوانان " بود. در اول سپتامبر، یک مورد حمله گروهی به دانش آموز دبیرستانی شهر متروپولیتن بوسان رخ داد و عاملان طبقه‌بندی شده به عنوان "زیر سن قانونی" زیر ۱۴ سال از مجازات کیفری محروم شدند و خشم عمومی را خریدند. طوماری برای اصلاح "قانون نوجوانان" به گونه ای که حتی یک پسربچه نیز به دلیل ارتکاب جرم مجازات شود، در تاریخ ۳ مه در وب سایت دادخواست مردم منتشر شد و بیش از ۲۰۰۰۰۰ رضایت نامه جمع‌آوری شد تا با پاسخ یک مقام رسمی دولت روبرو شود. در تاریخ ۲۵ ماه مه، چو کوک، دبیر ارشد ریاست جمهوری در امور مدنی، موضع خود را از طریق حساب رسمی وب سایت دفتر ریاست جمهوری و SNS اعلام کرد. وی ضمن بیان اینکه درخواست عمومی جنبه ای مشروع از درخواست است، گفت: جلوگیری از جرم و جنایت به جای پایین آمدن سن خردسالان بسیار مهم است. وی ادامه داد: مشکل دفع حمایت و محافظت از قربانیان بهتر خواهد بود اگر سعی کنیم دو یا سه سال با اراده تمرکز کنیم؛ و دولت به این وعده متعهد خواهد بود و به طور پیوسته کار خواهد کرد. "